# Andrômeda V
Andrômeda V é uma galáxia anã esferoidal a aproximadamente 2.64 milhões de anos-luz de distância na direção da constelação de Andromeda.

## História
Andrômeda V foi descoberta por Armandroff et al. e publicado em 1998 depois análises da versões digitais do segundo Palomer Sky Survey.

## Metalicidade
A metalicidade de And V está acima da metalicidade média a luminosidade das galáxias anãs do Grupo Local.